# Cyligramma disturbans
Cyligramma disturbans là một loài bướm đêm thuộc họ Noctuidae. This moth species is commonly được tìm thấy ở Madagascar, cũng như Ấn Độ.

## Hình ảnh

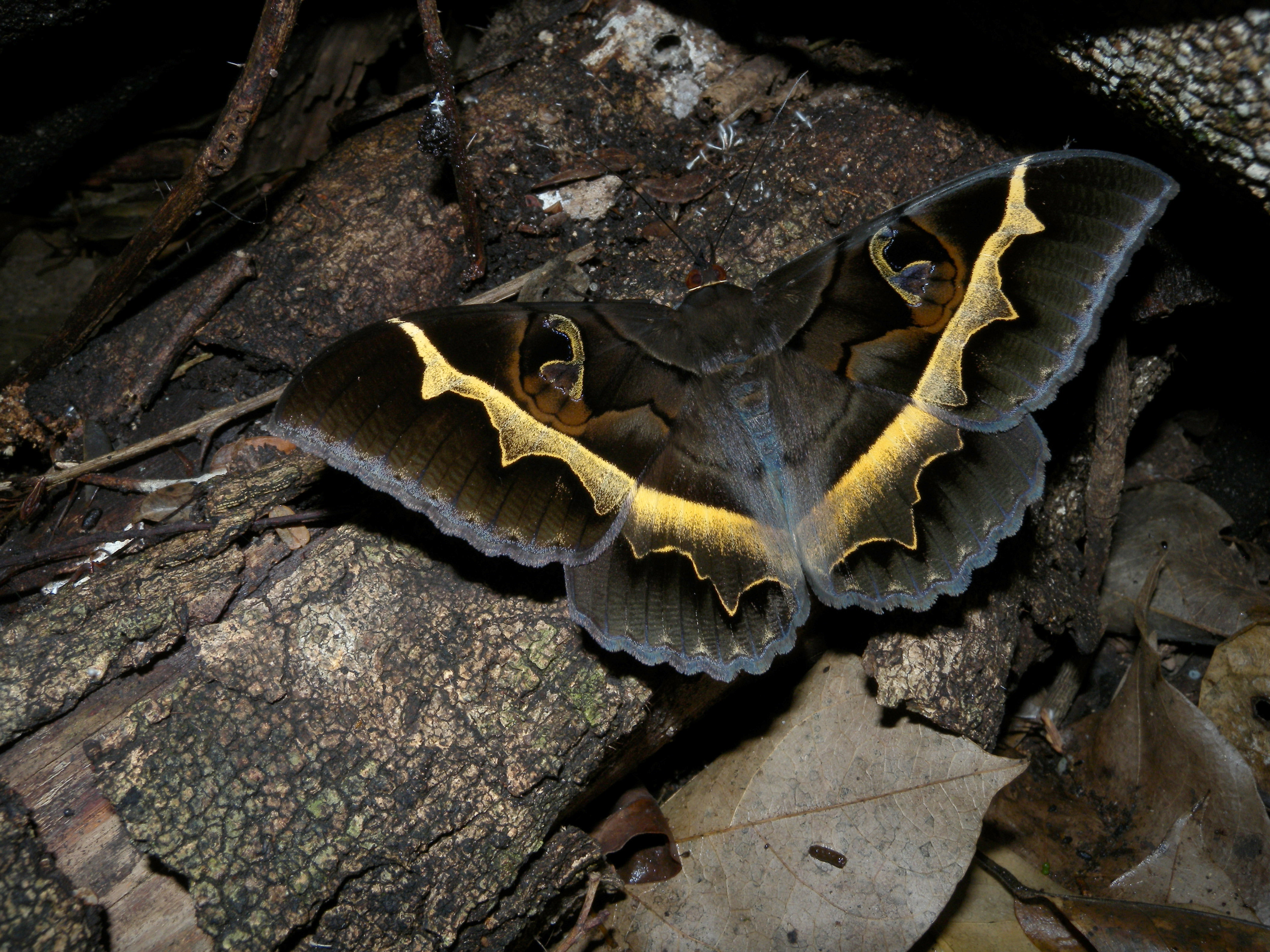